# 蜜柑色の夏休み
「蜜柑色の夏休み」（みかんいろのなつやすみ）とは、福山雅治の楽曲である。2001年に発売された8作目のオリジナル・アルバム『f』の4曲目に収録されたのち、ベスト・アルバムやライブ・アルバムなど多数の作品に収録された。ギターのアルペジオを主体としたアコースティック調の楽曲で、歌詞は福山の小学生時代の夏休みの思い出をモチーフとしている。
2015年に公開されたドキュメンタリー映画『アリのままでいたい』の主題歌として、ボーカルの再録音や楽器の追加などを施した2015年バージョン「蜜柑色の夏休み 2015」が使用された。

## 背景
「蜜柑色の夏休み」は、ギター・デュオの山弦とのセッションから生まれた。歌詞は福山が小学生時代の夏休みに電車に乗って長崎県にある祖母の家に遊びに行ったときの情景を描いたもの。
デビュー25周年記念ライブ「福山☆夏の大創業祭2015」ツアーの8月29日と30日の稲佐山公演に合わせて、「福が来た! プロジェクト」が実施された。この企画では885系電車（1編成）にライブのビジュアルやCD作品のジャケット写真などがデザインされ、長崎駅に特急かもめが到着する際には本作が流れるという演出が行なわれた。

## 蜜柑色の夏休み 2015
2015年バージョン「蜜柑色の夏休み 2015」は、2015年8月19日に発売された31作目のシングル『I am a HERO』に収録された。2015年バージョンでは新たにボーカルが録音され、一部の楽器がオーバー・ダビングされたうえにミックスし直されている。なお、基本的なアレンジは変更されていないことから、福山は「建築で言えばリノベーションといった感じ。」とコメントしている。
2015年7月11日に公開されたドキュメンタリー映画『アリのままでいたい』において主題歌として使用された。これは、同作の撮影総監督が長崎県在住の写真家、栗林慧であり、主な撮影地が長崎県であることに加え、映画の世界観に合っているということから。
映画の公開に先駆け、6月28日にTOKYO FMで放送された『SUZUKI Talking F.M.』で、フルバージョンが初オンエアされた。

## 評価
CDジャーナルは、「ギターのアルペジオを軸とした温かなサウンドが胸に沁み入るアコースティック・ナンバー。福山の少年時代の実体験を元にした歌詞が綴られていて、『柱の傷跡と一年ぶり背比べ』をはじめとした描写が可愛らしい」と評している。

## 演奏
| オリジナル（2001年版） - 福山雅治 - Vocal - 佐橋佳幸(山弦) - Acoustic Guitar, Keyboards - 小倉博和(山弦) - Acoustic Guitar - 松田幸一 - Harmonica & Bass Harmonica - 石川鉄男 - Programming | 蜜柑色の夏休み 2015 - 福山雅治 - Vocal, Acoustic Guitar, Bass & Harmonica - 井上鑑 - Keyboards - 佐橋佳幸(山弦) - Acoustic Guitar, Keyboards - 小倉博和(山弦) - Acoustic Guitar - 松田幸一 - Bass Harmonica - 石川鉄男 - Programming |

## 収録作品
- オリジナル『f』
- ベスト『THE BEST BANG!!』[9]
- シングル『I am a HERO』（2015年バージョン）
- ライブ『DOUBLE ENCORE』[10]